# Xema
Xema is een geslacht van vogels uit de familie meeuwen (Laridae). Het geslacht telt één soort.

## Soorten
- Xema sabini – Vorkstaartmeeuw